# Новоторговый устав
Новоторговый устав — законодательный акт, принятый в Русском царстве в 1667 году. Составлен под руководством Ордина-Нащокина и при участии думных дьяков Дохтурова и Голосова. Устав состоял из преамбулы и 94 статей.
Ввёл строгий контроль над качеством товаров, конкретизировал порядок их хранения, учёта и транспортировки. Запретил погружать и выгружать товары с судов ночью. Установил для русских купцов единые правила уплаты пошлин (плата производилась серебряными деньгами). За покупку и продажу товаров взималось 5 % с их стоимости, при покупке в Архангельске купцы платили 4 % от стоимости товаров, при продаже в Архангельске — 4-5 %. Обязал русских купцов сдавать золото и ефимки, полученные от продажи товаров иностранным купцам. Судопроизводство, организация торговли и таможни изымались из ведения воевод.
Иностранным купцам запрещалось брать подряды, вести розничную торговлю, обмениваться товарами между собой, продавать их русским купцам, не живущим в городе, где осуществляется торговля. Устав обязал иностранных купцов платить пошлины золотом или ефимками, кроме тех, которые приобретают товары за них. Ограничил привоз ими дорогих товаров и повысил пошлины на привозимые вина. Купцам из восточных стран разрешалось торговать по всему Русскому царству, остальным — только в Архангельске, Новгороде и Пскове. Европейские купцы платили при продаже в Архангельске 4-5 % от стоимости товаров, в других городах 6 %, при покупке русских товаров 10 %. Восточные купцы в Архангельске, купцы из Османской империи в Путивле и в Москве при продаже платили 5 %, при проезде в другие города 10 %. При покупке русских товаров иностранные купцы облагались проезжей пошлиной 10 % (кроме Астрахани и Путивля).
Действовал до принятия Таможенного устава 1755 года.

## История создания Новоторгового устава
В период монголо-татарского ига Россия была оторвана от Западной Европы в экономическом и политическом планах, что изменилось после открытия Англией в 1555 году морского пути в устье Северной Двины. В период с 1555 года Русское царство стремительно развивает экономическое сотрудничество с другими странами, и в течение практически ста лет устанавливает постоянные торговые связи с более чем десятью странами. В связи со злоупотреблением английскими торговцами своими льготами в процессе торговли был разработан Новоторговый устав, с целью пресечь произвол иностранных торговцев и закрепить таможенные правила.
У России была необходимость в привлечении денежных средств из-за рубежа и в укреплении торговых связей с другими странами. На основе челобитных грамот торговцев России устав был предложен датским купцом и промышленником Петром Марселисом. Также принятие Новоторгового устава неразрывно связано с полководцем и дипломатом Афанасием Ординым-Нащокиным. Он инициировал мероприятия, направленные на развитие торговли и на привлечение иностранных купцов в Россию.
Новоторговый устав является завершением таможенной реформы 1653 года — Торгового устава, утвержденного указом царя Алексея Михайловича и приговором Боярской думы. Таможенный устав регламентировал всю внутреннюю торговлю Российского царства, что существенно повлияло на социально-экономическую сферу жизни государства. Торговый устав способствовал улучшению системы внутренней торговли и получил отражение и развитие в дальнейшем в Новоторговом уставе 1667 года.
Именно присоединение России к системе международной торговли стало одной из причин принятия Новоторгового устава, так как появилась необходимость регулировать процессы экспорта и импорта, а также внутренней торговли. Устав был призван упразднить преимущества иностранных торговцев, сократить количество городов, с которыми они могли иметь торговые отношения, а также была ограничена возможность беспрепятственного проезда иноземцев вглубь Московского царства.

## Содержание устава
Новоторговый устав 1667 года включал в себя преамбулу, основные 94 статьи и приложение, состоящее из 7 дополнительных пунктов. Хотя этот документ был разработан по большей части с целью регулирования внешней торговли, многие его статьи направлены на упорядочение внутренней торговли. Таможенный голова обязан был отслеживать качество заграничных товаров, наличие на них фабричного клейма на тот случай, если товар окажется некачественным, «огласить приговор воровскому мастеру и отослать с бесчестием с ярмарки». На таможенного голову возлагалась обязанность обращать особое внимание на привоз ювелирных изделий (жемчуга, драгоценных камней), которые могли быть скрыты от досмотра, остерегать торговых людей от покупки таких товаров. С вывозных товаров не взималась отпускная пошлина. А так как русских товаров всегда вывозилось более, чем ввозилось иностранных, то понятно, что на границе с привозных товаров не взималось никакой пошлины, а на внутреннем рынке они оплачивались сбором в 5 % цены при продаже.

### Внутренняя торговля
Центр внутренней торговли находился в Москве. Именно в Москву стекались товары со всей страны, сюда же стремились попасть зарубежные купцы.
Другие важные ярмарки находились в Ярославле, Костроме, Вологде, Устюге Великом, Каргополе, Холмогорах, Нижнем Новгороде и др. Иностранные купцы особенно много торговали на западе Руси (Новгород, Псков, Смоленск). Восточные купцы продавали свои товары в волжских городах (Астрахань, Казань, Нижний Новгород).
Новоторговый устав охватывал широкий круг вопросов, связанных с осуществлением внутренней торговли. Правилам внутренней торговли и деятельности отечественных купцов посвящены 45 статей: первые 35 расположены во Введении (1-35), 6 последних статей в основной части устава (88-94), а также отчасти статьи 58, 60, 65. В этих статьях описаны единые условия торговли на всей территории Руси: меры веса, валюта, таможенные тарифы и тд. Как было отмечено, правила и условия внутренней торговли устава 1667 года во многом ориентировались на Таможенный устав 1653 года, подробно уточняя его пункты. Во-первых, статьи устанавливали порядок процедур таможенного регулирования (учет и оформление товаров, сравнение по спискам и пр.), утверждали нормы контроля качества товаров, правила и размеры пошлинных сборов. Правила таможенной системы описываются в уставе наиболее подробно, детально разбирая все тонкости действующего таможенного тарифа. Например, с русских купцов взимались пошлины по следующим правилам: «Со всяких вещих товаров по прежнему, по 10 денег с рубля, а не с вещих товаров со всяких имать пошлины по 8 денег с рубля». Правила, по которым взимались пошлины, были особенно благоприятны для русских купцов и покупателей. Потребителю, купившему товар в родном городе для собственного потребления, не требовалось платить пошлину, тогда как любому иноземному купцу предписывалось заплатить. Если товар приобретался для продажи в другом городе, то размер пошлины составлял 10 денег с рубля. Также в уставе описаны случаи, когда с покупателя взималась пошлина, но он был вправе получить сумму, составляющую размер таможенного тарифа, с продавца. Вместе с тем в уставе назывались торговые маршруты, места и периоды проведения ярмарок, города транзитных пунктов, предметы торговли и условия их хранения, сроки транспортировки грузов. Также были введены единые меры веса и монет. Кроме того, устав закрепил положения, сформулированные А. Л. Ординым-Нащокиным в 1666 году в рамках псковской реформы городского управления и ограничивающие должностные полномочия воевод в области торговли с целью защиты русского купечества. От воевод управление делами торговли переходило к состоятельным купцам. Согласно уставу, назначенные купцы организовывали торговую деятельность государства, регламентировали судопроизводство в сфере торговли и таможенное дело. Таким образом, Новоторговый устав обеспечивал благоприятные условия для ведения торговли внутри страны, поддерживая купечество и гарантируя постоянный приток денежных средств в государственную казну.
Из содержания устава можно заключить, что правящее сословие стремилось сблизиться с влиятельными русскими торговцами. В документе частично воплощены отдельные пожелания купцов, так как русские правители были финансово заинтересованы в процветании внутреннего всероссийского рынка.

### Внешняя торговля
Многие статьи Новоторгового устава 1667 года регламентировали и резко ограничивали торговлю иностранных купцов. Ограничения касались мест и времени торговли, а также перечня товаров.
- Иностранцам запрещалась розничная торговля. Если купец был пойман на торговле в розницу, товар и деньги подлежали конфискации[14].
- Вводился регламент учёта их товара. Перемещение купцов из Пскова, Новгорода и Архангельска вглубь Руси разрешалось лишь со специальной государевой жалованной грамотой с красной печатью. Товары же для государя покупались по подряду и отправлялись в Москву только с русскими людьми[14].
- В пограничных городах иностранные купцы платили пошлину в 5 %. Допущенные для торговли во внутренних городах страны облагались дополнительной пошлинной и платили «по гривне с рубля», то есть 10 %, причем им разрешалось вести только оптовую торговлю. При этом старый налог «по алтыну с рубля» (6 %) оставался в силе[14]. Иноземец также лишался права торговать с иноземцем. Это давало русским торговцам значительные преференции и лишало рынок конкуренции между русскими и иноземными купцами. Государство же получало дополнительный приток в казну[15].
- Пошлины на таможнях значительно повышались. Кроме того иностранный купец обязан был платить пошлину не рублями, а дукатами или иоахимсталерами по установленному курсу, составлявшему половину от реального. Экспорт золота и иоахимсталеров запрещался. Купцам с запада разрешалось торговать только в Архангельске и в населенных пунктах на западной окраине Московского княжества[15].
- Статьи Новоторгового устава строго регламентируют места торговли для купцов по народам. Так с западными европейцами торговля велась в Пскове, Новгороде и Архангельске; с Индией, Персией, Бухарой и Кавказскими торговцами — в Астрахани; с Польшей и Литвой — в Смоленске; с торговцами с Чёрного моря — в Путивле[15].

Порядок торговли отличался в разных городах.
Таким образом, Новоторговый устав 1667 года стал важнейшим законодательным актом, поддерживающим российских купцов в борьбе за рынок. Он был сменен на Таможенный устав лишь в 1755 году.

## Влияние
После своего создания в апреле 1667 года и обнародования в мае того же года Новоторговый устав довольно быстро (уже в июне) стал известен не только в столице, но и по всей стране, а также за границей. Устав был вывешен на таможнях, на ярмарках и торгах он декларировался публично.
Новоторговый устав был первым крупным законодательным актом, обозначившим переход государства на откровенно покровительственную позицию, а также протекционистской политики в отношении русского предпринимательства и купечества. Здесь присутствовал и явный государственный интерес: стремление увеличить доходную часть казны послужило причиной принятия Устава.
Но также целью создание Новоторгового устава была и забота о внешней торговле и международных экономических отношениях. В этом плане устав полностью оправдал своё принятие. В 1660—1680-х годах усиливаются связи с России с востоком: в Индию были посланы караваны с товарами, была организована Армянская торговая кампания по торговле персидским шелком, в Китай направляется посольство Н. Г. Спафария, после чего был заключён Нерчинский договор (1689 год). Также Россия устанавливает прочные связи с европейским рынком.
Новоторговый Устав поспособствовал победе русских купцов в борьбе за привилегированное положение на отечественном рынке, обеспечивал благоприятные условия для ведения торговли внутри страны, поддерживая купечество и гарантируя постоянный приток денежных средств в государственную казну. Стали появляться ярмарки, развивалось мануфактурное производство, положительно влияющее на российскую экономику.